# Milcíades
Milcíades, o Jovem (em grego:  Μιλτιάδης ὁ Νεώτερος, Miltiádēs ho Neōteros; ca. 550 a.C. – 489 a.C.) foi um general (estratego) helênico nascido em Atenas. Comandou a vitória sobre os persas em Maratona, que livrou a Grécia de um poderoso ataque pelas forças de Dario I por volta de 490 a.C. No princípio do século V a.C. transformou Atenas na maior potência da antiga Grécia. 

## Antepassados
Milcíades era filho de Címon, irmão, por parte de mãe, de Milcíades, o Velho; o nome do pai de Címon era Stesagoras. Milcíades, o Velho, governava o principado ateniense de Quersoneso da Trácia; morrendo sem filhos, foi sucedido por Stesagoras, filho de Címon.

## Tirano do Quersoneso
Após o assassinato de Stesagoras, Milcíades foi enviado ao Quersoneso pelos filhos de Pisístrato, e tornou-se o tirano do Quersoneso. Milcíades se casou com Hegesípile, filha do rei Oloro, da Trácia.
Inicialmente teve de submeter-se ao poder de Dario I da Pérsia. Insatisfeito participou da insurreição jônica contra os persas e tomou para Atenas as ilhas de Lemnos e Imbros (499 a.C.). Ameaçado pela esquadra do imperador (495 a.C.), fugiu de Quersoneso e levou sua fortuna para Atenas, onde se tornou o mais poderoso dos dez generais do exército ateniense. 

## Primeira Guerra Médica
Quando Dario desembarcou em Maratona (490 a.C.), ele já se encontrava estrategicamente instalado nas colinas ao redor da baía em que estavam ancorados os barcos persas, e esperou o momento em que a cavalaria invasora estava sem condições de entrar em combate e atacou a infantaria, causando cerca de 6 400 baixas ao inimigo, que perdeu ainda sete navios. Movido pela vaidade de vencedor comandou uma malograda expedição naval (489 a.C.) contra as ilhas que haviam apoiado a Pérsia. Ferido e com a perna gangrenada, foi preso, acusado de infidelidade por seus inimigos atenienses. Condenado a pagar uma multa de cinqüenta talentos, ficou preso até que pagasse a dívida, e morreu na prisão, em Atenas.

## Filhos
O nome do seu pai, Címon, foi dado ao seu filho Címon com Hegesípile, filha do rei Oloro, da Trácia. 
Outros seus filhos, de outras mulheres, foram Elpinice, que se casou com Cálias II, e seu filho mais velho Metiochos, que foi capturado pelos fenícios, levado a Dario I e bem tratado, recebendo casa e uma mulher persa.
Historiadores modernos, baseados no fato de que o pai do historiador Tucídides se chamava Oloro, da deme Halimous, e de que o túmulo de Tucídides se localizou ao lado do túmulo de Elpinice, sugerem que Tucídides seria descendente de Milcíades: Oloro seria filho de uma filha (de nome desconhecido) de Milcíades e Hegesípile, casada com um ateniense da deme Halimous.